# Marcq-en-Ostrevent
Marcq-en-Ostrevent – miejscowość i gmina we Francji, w regionie Hauts-de-France, w departamencie Nord.
Według danych na rok 1990 gminę zamieszkiwało 500 osób, a gęstość zaludnienia wynosiła 80 osób/km² (wśród 1549 gmin regionu Nord-Pas-de-Calais Marcq-en-Ostrevent plasuje się na 785. miejscu pod względem liczby ludności, natomiast pod względem powierzchni na miejscu 574.).